# Обязательные фигуры

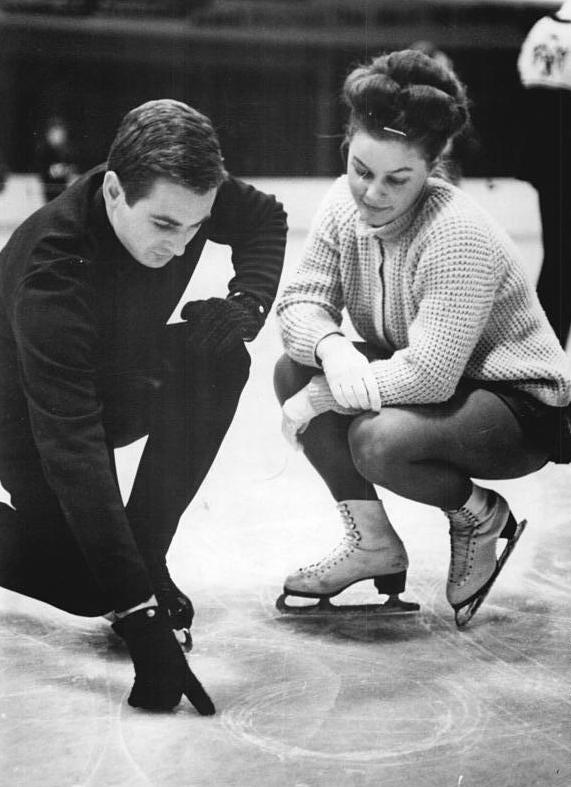
Габи Зайферт и Ральф Богардт рядом с обязательной фигурой «петля»

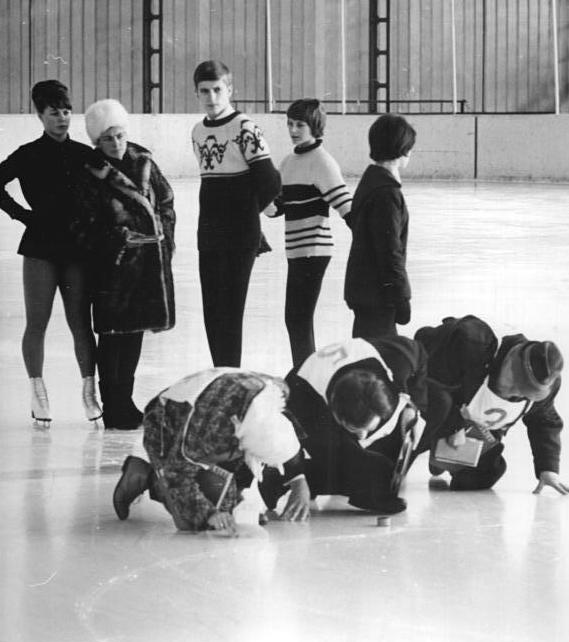
Типичная картина: судьи изучают оставленный фигуристом след на чемпионате Европы в 1964 году. На заднем плане за ними внимательно наблюдают (слева направо): Габи Зайферт, Ютта Мюллер, Гюнтер Золлер и Мартина Клауснер (все — ГДР)

Обязательные фигуры (или школьные фигуры, «школа») — один из сегментов фигурного катания, который дал название этому виду спорта. Обязательные фигуры представляют собой круговые узоры, которые фигуристы вычерчивают на льду, чтобы продемонстрировать мастерство владения коньком и навык балансировки. Приблизительно в течение первых 50 лет существования фигурного катания как вида спорта, до 1947 года, обязательные фигуры составляли 60% от общего количества баллов на большинстве соревнований по всему миру. Фигуристы тратили значительное время конкретно на оттачивание навыков их вычерчивания на льду, а исполнение «школы» на турнирах и последующее судейство порой занимало вплоть до 8 часов. В 1990 году Международный союз конькобежцев (ISU) проголосовал за исключение обязательных фигур из программы соревнований.
После каждого исполнения обязательных фигур тем или иным участником соревнований, судьи выходили на лёд и детально изучали оставленный след от лезвия конька. В судействе основное внимание уделялось правильному рисунку, соблюдению осей симметрии. Основой для всех фигур является круг. Среди требований, которые предъявлялись в зависимости от конкретной фигуры, — при начертании сменить ногу, ребро конька, выполнить поворот.

## Виды обязательных фигур
- [1-4] Круг (Circle Eight)
- [5-6] Параграф (Serpentine)
- [7-9] Тройка (Three)
- [10-13] Двукратная тройка (Double Three)
- [14-17] Петля (Loop)
- [18-19] Скобка (Bracket)
- [20-21] Крюк (Rocker)
- [22-23] Выкрюк (Counter)
- [24-25] Восьмёрка (One Foot Eight)
- [26-27] Параграф с тройками (Change Three)
- [28-29] Параграф с двукратными тройками (Change Double Three)
- [30-31] Параграф с петлями (Change Loop)
- [32-33] Параграф со скобками (Change Bracket)
- [34-35] Восьмёрка с тройками (Paragraph Three)
- [36-37] Восьмёрка с двукратными тройками (Paragraph Double Three)
- [38-39] Восьмёрка с петлями (Paragraph Loop)
- [40-41] Восьмёрка со скобками (Paragraph Bracket)

Не подчинённые ИСУ организации иногда расширяют этот список. Например, «цветок с петлями» состоит из четырёх лепестков, и на конце каждого из них по петле.

## Правила
На сезон даётся набор обязательных фигур, из них тянут три штуки, которые будут на соревновании. Каждая фигура состоит их шести линий — три на одной ноге и три на другой.
После каждого исполнения судьи выходили на лёд и изучали оставленный участником след. В судействе основное внимание уделяется правильному рисунку, соблюдению осей симметрии. Геометрия рисунка фигуры в целом показывала зрительную ориентацию и мастерство управления телом, чувство баланса и умение владеть коньком — правильность начертания отдельных участков фигур.
Участникам при рисовании обязательных фигур запрещено пользоваться чужими линиями — например, разметкой хоккейного поля.
На роликовых коньках также катают обязательные фигуры, но несколько в другом виде: роллер должен как можно точнее проехать по разметке. Диаметр кругов стандартизирован: 2,4 м для петель, 6 м для всех остальных.

## История
В XIX веке клубы конькобежцев устраивали простейшие тесты на профпригодность — например, проехать круг сначала на одной, потом на другой ноге. Отсюда и пошли фигуры. 41 стандартную фигуру разработали в конце XIX века в Великобритании.
В первом из известных международных соревнований по фигурному катанию (1882, Вена) было 23 обязательных фигуры, 4-минутная произвольная программа и секция специальных фигур. Количество фигур и их удельный вес в общей программе постоянно уменьшалось.
| Годы      | Кол-во | Удельный вес | Примечания                   |
| --------- | ------ | ------------ | ---------------------------- |
| 1882      | 23     |              | На соревновании в Вене       |
| 1896—1948 | 12     | 60 %         |                              |
| 1948—1968 | 6      | 60 %         |                              |
| 1968—1973 | 6      | 50 %         |                              |
| 1973—1988 | 3      | 30 %         | Появилась короткая программа |
| 1988—1990 | 2      | 20 %         |                              |
| 1990—н.в. | 0      |              | Упразднены                   |

Уменьшение с 12 до 6 было сделано из-за увеличения количества участников — иначе соревнование затягивалось. Но всё равно эта секция соревнования могла отнимать до восьми часов.
По телевидению столь скучную часть программы, разумеется, пропускали, и возник такой феномен: фигурист оказывался далеко впереди по фигурам, которые никто не видел, и несмотря на проваленную произвольную, становился чемпионом (наиболее известна из подобных мастеров Беатрис Шуба). Возникали и сомнения, что судейство за фигуры непредвзятое. Отсюда второе уменьшение 6→3 в 1973 году.
К концу 1980-х сказалась и система подготовки фигуристов в Европе — в США и Канаде спорт более коммерциализован, и «спрос порождал предложение» на тренировочные сеансы специально для фигур. А в Европе стало трудно находить ледовое время.
Последнее крупное соревнование по обязательным фигурам провели в США в 1999 году. В середине 1990-х в США придумали новый обязательный тест фигуристов на профпригодность — так называемые moves in the field, очень простые стандартные дорожки шагов.